# Кажцино
Кажцино (пол. Karzcino) — село в Польщі, у гміні Слупськ Слупського повіту Поморського воєводства.
Населення — 202 особи (2011).
У 1975-1998 роках село належало до Слупського воєводства.

## Демографія
Демографічна структура станом на 31 березня 2011 року:
|          | Загалом | Допрацездатний вік | Працездатний вік | Постпрацездатний вік |
| -------- | ------- | ------------------ | ---------------- | -------------------- |
| Чоловіки | 99      | 11                 | 83               | 5                    |
| Жінки    | 103     | 24                 | 59               | 20                   |
| Разом    | 202     | 35                 | 142              | 25                   |